# Frog et Fou Furet
 (juin 2025).
Frog et Fou Furet est une série télévisée d'animation française en 78 épisodes de 7 minutes, créée par Philippe Vidal, Valérie Hadida et Franck Ekinci et diffusée à partir du 21 décembre 2003 au 7 septembre 2005 sur M6 puis rediffusé sur Gulli de 2010 à 2013.

## Synopsis
Cette série met en scène un furet, qui occupe ses journées à essayer d'attraper une grenouille (d'où le nom de Frog et fou furet) pour la manger, mais il n'y parvient jamais.

## Distribution des voix
- Gilbert Levy : Bayou Joe, Général Skud, le garde de la princesse, Maurice
- William Coryn : Le professeur, le dragon, Fred, Luigi la cambriole, le Martien
- Laurence Dourlens : La princesse, Pétronille p
- Susan Sindberg : Adèle, la compagne de Luigi, la sorcière

## Épisodes

### Première saison (2003-2004)
1. Ratatouille de grenouille
2. Batracien fantassin
3. Météo crapaud
4. Crapauds à gogo
5. Baguette et rainette
6. Chasse et coasse
7. Cassolette de rainette
8. Le crapaud du chaos
9. Épuisette et rainette
10. Crapaud sans ciboulot
11. Grenouille bredouille
12. Coa, toi et moi
13. Batracien olympien
14. Batracien aérien
15. Crapaud au zoo
16. Batracien sibérien
17. Statuette de Rainette
18. Le fabliau du crapaud
19. Batracien martien
20. Tournoi pour coa
21. Crapaud jet d'eau
22. Papouilles et grenouille
23. Le brave en bave
24. Muette rainette
25. Crapaud sauce Bayou Joe
26. Dodo de crapaud
27. Un coa chez soi
28. Rainette amulette
29. Coassements et applaudissements
30. Rainette et Bronzette
31. Rainette en éprouvette
32. Galette, Rainette et Bobinette
33. Coquette Rainette
34. Rainette et Pirouette
35. Embrouille de grenouille
36. Dépouille de grenouille
37. Brochette de Rainette
38. Batracien shakespearien
39. Grenouille de Noël

### Deuxième saison (2004)
1. Batracien perlin-pin-pin
2. Amourette de rainette
3. Rainette et sornettes
4. Batracien magicien
5. Crapaud et joyau
6. Je souhaite une rainette !
7. Crapaud méli-mélo
8. Grenouille et fripouilles
9. Crapaud incognito
10. Rainette et Binette
11. Rainette et poudre d'escampette
12. En terrain de batracien
13. Rainette starlette
14. Grenouille en vadrouille
15. Coasser n'est pas jouer
16. Labo pour crapaud
17. Batracien et Saint Valentin
18. Ce batracien est mien
19. Les coassements du temps
20. Commando crapaud
21. Batracien formule un
22. Mâchouille grenouille
23. Crapaud costaud
24. Crapaud et robot
25. Gardien de batracien
26. Sirop de crapaud
27. Coa c'est toi !
28. Ça passe ou ça coasse
29. Rainette midinette
30. Citrouille et grenouille
31. Batracien mon copain
32. Le casse qui coasse
33. Barbouille grenouille
34. Le roi, c'est Coa
35. Crapaud ramollo
36. Grenouille et magouille
37. Le boléro du crapaud
38. Rainette frisquette
39. Tartelettes de Rainette